# Pan American World Airways

Логотип компанії Пан Амерікан

Pan American World Airways —  (також Пан Амерікан / Pan American або PanAm) одна з найбільших авіакомпаній США. Була заснована в 1927 році та перестала існувати в 1991 році. Перший рейс — «Кі-Вест — Гавана». Протягом багатьох років по суті була національним перевізником США, одним з лідерів трансатлантичних перельотів.

## Історія
Заснована у 1927 році двома майорами Повітряного корпусу армії США, авіакомпанія Pan Am почала свою діяльність як регулярна пошта й пасажирська служба, яка здійснювала рейси між Кі-Вестом, штат Флорида, та Гаваною, Куба. У 1930-х роках під керівництвом американського підприємця Хуана Тріппа авіакомпанія придбала флот “летючих човнів” і зосередила маршрутну мережу на Центральній і Південній Америці, поступово додаючи трансатлантичні та транстихоокеанські напрямки. До середини XX століття Pan Am мала майже монополію на міжнародних маршрутах. Вона стала лідером авіаіндустрії в епоху реактивної авіації, придбавши сучасні літаки, такі як Boeing 707 і Boeing 747. Сучасний флот дозволяв Pan Am перевозити більше пасажирів на більші відстані з меншою кількістю зупинок, ніж конкуренти. Головним хабом і флагманським терміналом компанії був Worldport у міжнародному аеропорту Джона Ф. Кеннеді в Нью-Йорку.
У період розквіту з кінця 1950-х до початку 1970-х років Pan Am була відома своїм сучасним флотом, висококваліфікованим персоналом і зручностями. У 1970 році компанія перевезла 11 мільйонів пасажирів у 86 країн, маючи напрямки на всіх континентах, крім Антарктиди. У той час, коли світова авіація була переважно представлена національними перевізниками, що належали урядам, Pan Am стала неофіційним національним перевізником Сполучених Штатів. Вона була одним із засновників Міжнародної асоціації повітряного транспорту (IATA), глобального об’єднання авіакомпаній.
Починаючи з середини 1970-х років, Pan Am зіткнулася з низкою внутрішніх і зовнішніх викликів, а також із зростаючою конкуренцією після дерегуляції авіаіндустрії у 1978 році. Попри численні спроби фінансової реструктуризації та ребрендингу в 1980-х роках, компанія поступово розпродувала активи, поки не оголосила про банкрутство у 1991 році. На момент припинення діяльності бренд Pan Am був другим за впізнаваністю у світі, а її втрата символізувала завершення “золотої епохи” авіаперевезень для багатьох американців. Її ім’я, символіка та внесок у розвиток індустрії залишаються відомими й у XXI столітті. У 1998 році права на бренд і зображення Pan Am були придбані залізничною компанією Guilford Transportation Industries, яка змінила назву на Pan Am Systems і прийняла логотип авіакомпанії.

## Банкрутство
Pan Am була змушена подати заяву про захист від банкрутства 8 січня 1991 року. Delta Air Lines придбала залишки прибуткових активів Pan Am, зокрема її європейські маршрути (за винятком рейсу з Маямі до Парижа), мініхаб у Франкфурті, Shuttle-операцію, 45 літаків і термінал Pan Am Worldport в аеропорту Джона Ф. Кеннеді за 416 мільйонів доларів. Delta також інвестувала 100 мільйонів доларів, ставши власником 45% акцій реорганізованої, але меншої Pan Am, яка обслуговувала Карибський регіон, Центральну та Південну Америку з основного хабу в Маямі. Кредитори авіакомпанії отримали інші 55% акцій.
У вересні 1991 року Delta взяла під своє управління Pan Am Shuttle, який здійснював рейси між Бостоном, Нью-Йорком (аеропорт Ла-Гуардія) та Вашингтоном (Національний аеропорт). Через два місяці Delta перейняла всі трансатлантичні маршрути Pan Am, окрім рейсів з Маямі до Парижа та Лондона. У листопаді 1991 року учасники програми лояльності Pan Am WorldPass разом із накопиченими милями були переведені в програму SkyMiles від Delta.
У жовтні 1991 року на посаду президента та генерального директора Pan Am був призначений Рассел Рей молодший, колишній керівник Douglas Aircraft. У рамках реструктуризації штаб-квартиру Pan Am було перенесено з будівлі Pan Am у Нью-Йорку до нового офісу в районі Маямі, готуючи авіакомпанію до перезапуску з хабів у Маямі та Нью-Йорку 1 листопада. Нова авіакомпанія планувала експлуатувати близько 60 літаків і генерувати приблизно 1,2 мільярда доларів річного доходу з 7500 співробітниками.

Після перезапуску Pan Am продовжувала зазнавати значних збитків. Доходи за жовтень і листопад 1991 року були нижчими за очікування, закладені в плані реорганізації. Delta заявила, що Pan Am втрачає 3 мільйони доларів на день, що підірвало довіру Delta, Волл-стріт та пасажирів до життєздатності реорганізованої Pan Am.

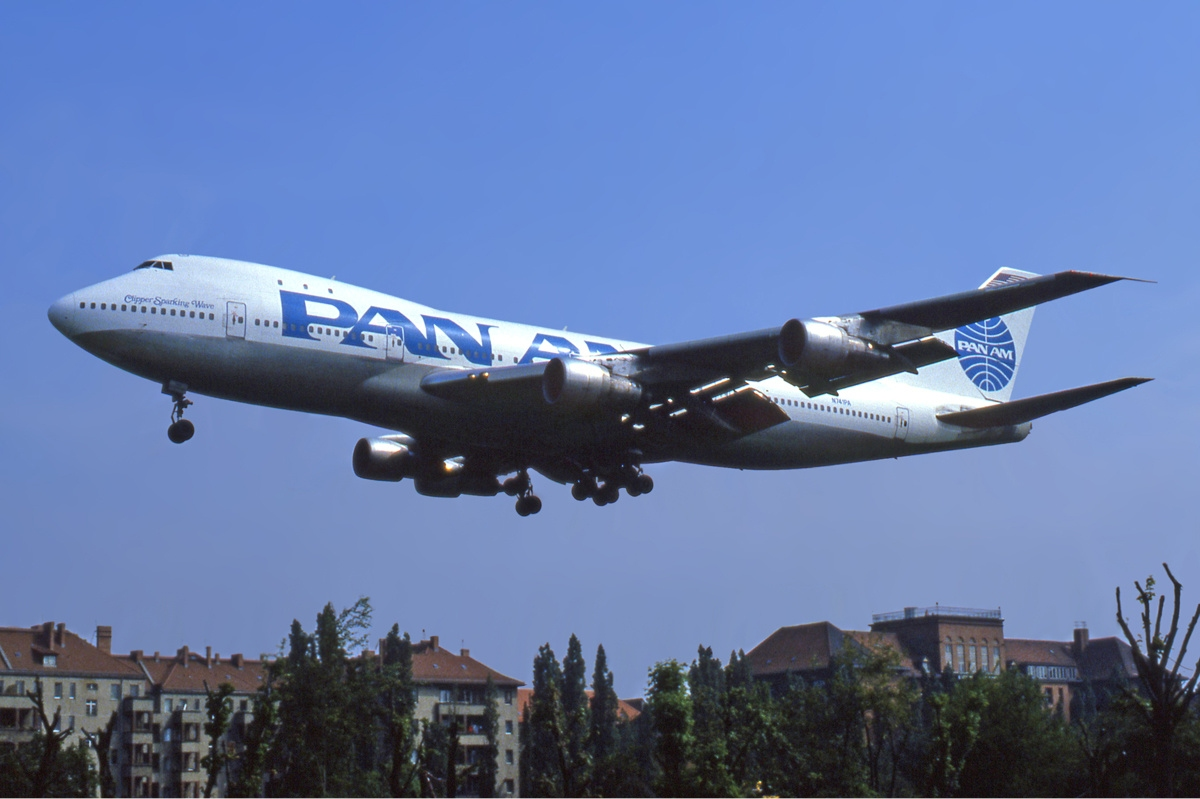
Clipper Sparking Wave (N741PA), a Boeing 747-100 on short final into Berlin Tempelhof Airport, wearing Pan Am's final "billboard" style livery

Керівники Pan Am спрогнозували дефіцит у розмірі від 100 до 200 мільйонів доларів, зазначивши, що авіакомпанія потребує 25 мільйонів доларів лише для того, щоб продовжити польоти наступного тижня. Увечері 3 грудня комітет кредиторів Pan Am повідомив суддю з питань банкрутства Корнеліуса Блекшира, що майже переконав авіакомпанію TWA інвестувати 15 мільйонів доларів для підтримки роботи Pan Am. Однак домовленості з власником TWA Карлом Айканом досягти не вдалося. Pan Am відкрила свої операції о 9:00 ранку, але менш ніж за годину генеральний директор Рей був змушений відкликати план реорганізації та негайно запустити план закриття компанії.
Pan Am припинила свою діяльність 4 грудня 1991 року після рішення генерального директора Delta Рона Аллена та інших керівників компанії не здійснювати останній платіж у розмірі 25 мільйонів доларів, який мав надійти Pan Am після Дня подяки. У результаті близько 7500 співробітників Pan Am втратили роботу, багато з яких працювали в районі Нью-Йорка й готувалися до переїзду в Маямі для роботи в новій штаб-квартирі авіакомпанії поблизу Міжнародного аеропорту Маямі. Економісти прогнозували втрату ще 9000 робочих місць у Маямі, включно з тими, що залежали від присутності Pan Am, хоча безпосередньо не були пов’язані з авіакомпанією.
Останній рейс Pan Am, номер 436, вилетів того дня о 14:00 за східним часом із Бриджтауна, Барбадос, до Маямі. Політ здійснювався літаком Boeing 727-200 під назвою Clipper Goodwill, яким командував капітан Марк Пайл.
9 грудня 1991 року комітет кредиторів Pan Am подав до суду на Delta, вимагаючи понад 2,5 мільярда доларів. Незабаром група колишніх співробітників Pan Am також подала позов проти Delta. У грудні 1994 року федеральний суддя виніс рішення на користь Delta, постановивши, що компанія не несе відповідальності за крах Pan Am.

Pan Am стала третьою великою американською авіакомпанією, яка припинила діяльність у 1991 році, після Eastern Air Lines і Midway Airlines.

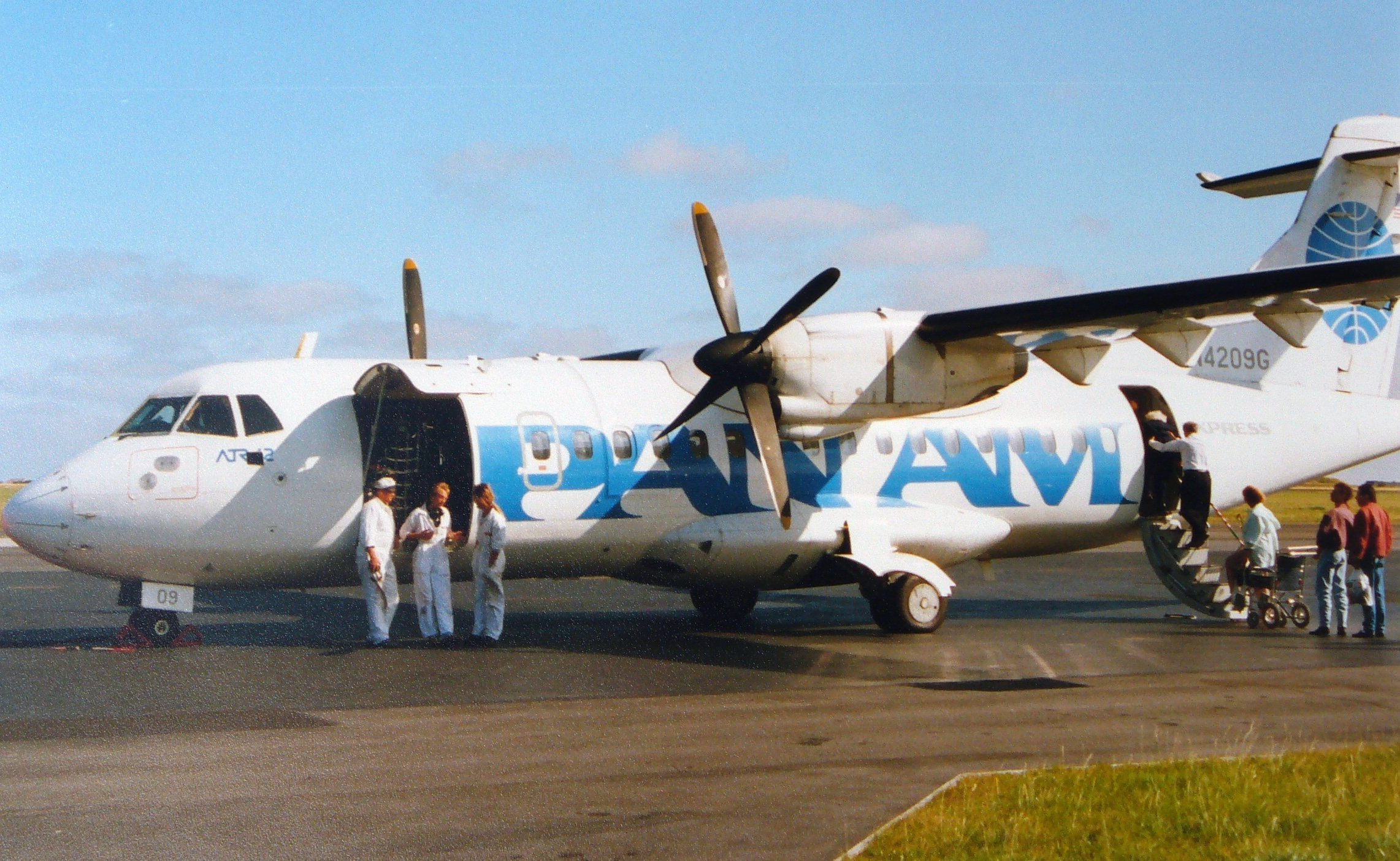
ATR 42 (N4209G) of Pan Am Express at Sylt Airport, 1991

Після лише двох місяців роботи на посаді генерального директора Pan Am Рея замінив Пітер МакГ’ю, якому доручили наглядати за продажем залишків активів авіакомпанії через Комітет кредиторів Pan Am. Останній хаб Pan Am в Міжнародному аеропорту Маямі протягом наступних років був розподілений між United Airlines і American Airlines. Карл Айкан, власник TWA, придбав Pan Am Express на аукціоні, організованому судом у рамках процедури банкрутства, за 13 мільйонів доларів і перейменував його на Trans World Express.
Бренд Pan Am був проданий Чарльзу Коббу, генеральному директору Cobb Partners, який раніше був послом США в Ісландії за президентства Джорджа Буша-старшого та заступником міністра торгівлі США за президентства Рейгана. Кобб разом із партнерами Hanna-Frost інвестував у створення нової авіакомпанії Pan American World Airways, очоленої Мартіном Р. Шугрю-молодшим, досвідченим авіаційним керівником і колишнім співробітником Pan Am з 20-річним стажем роботи в оригінальній компанії.

У своїй книзі Pan Am: An Aviation Legend Барнабі Конрад III стверджує, що крах оригінальної Pan Am був спричинений поєднанням корпоративного некомпетентного управління, байдужості уряду до захисту свого провідного міжнародного перевізника та недоліків регуляторної політики. Він також наводить слова колишнього віцепрезидента Pan Am із зовнішніх зв’язків Стенлі Ґевірца, які підкреслюють ці причини.
“Все, що могло піти не так, пішло. Жоден із тих, хто прийшов після Хуана Тріппа, не мав далекоглядності зробити щось справді позитивне… Це був найвражаючий приклад закону Мерфі в його найгіршому прояві. Продаж прибуткових частин Pan Am був неминучим шляхом до її знищення. Залишків було недостатньо, щоб на них щось побудувати.”— Стенлі Ґевірц
За умовами процедури банкрутства Міжнародна льотна академія авіакомпанії в Маямі була дозволена залишитися відкритою. Починаючи з 1992 року, вона стала незалежною навчальною організацією під назвою Pan Am International Flight Academy. Компанія розпочала свою діяльність, використовуючи центр льотних симуляцій і навчання на типах літаків, які раніше належали збанкрутілій Pan Am. У 2006 році компанія American Capital Strategies інвестувала 58 мільйонів доларів в академію.
Станом на жовтень 2014 року академія належала материнській компанії японської авіакомпанії All Nippon Airways. Pan Am International Flight Academy є єдиним підрозділом Pan American World Airways, який зберігся до сьогодні.

## Флот
Флот компанії в останні дні існування.
| літак              | кіл-сть пас.   | примітки        |
| Airbus A310        | від 115 до 203 |                 |
| Boeing 747—200     | від 294 до 390 | перейшов до NWA |
| Boeing 737—200,300 | від 74 до 123  |                 |

## Цікаві факти
- Pan Am у 1931 році підписала контракт із Sikorsky Aircraft на виготовлення десяти комерційних летючих човнів Sikorsky S-42.
- Pan Am була першою (і до 1979 року єдиною) американською авіакомпанією, котра виконувала регулярні авіарейси в СРСР.
- Літак Boeing 314 під назвою Pacific Clipper, що здійснював пасажирський рейс США-Нова Зеландія, через початок війни з Японією був змушений здійснити навколосвітній переліт, щоб повернутись до США. Вилетівши 2 грудня 1941 року з Сан-Франциско він пролетів 32000 км і прибув до Нью-Йорка 6 січня 1942 року.